# Karosa B 40
Karosa B40 – przyczepa autobusowa produkowana przez zakłady Karosa w latach 1953-1957 oraz w 1962.

## Historia
W Czechosłowacji wykorzystywano jako przyczepy przestarzałe pojazdy Karosa D4, powstające na przełomie lat 40 i 50. Postanowiono zastąpić je nową konstrukcją opartą na Tatrze 500HB. Już w 1953 w Vysokém Mýcie uruchomiono produkcję. Konstrukcja była nowoczesna jak na ówczesne czasy – pasowała do większości pojazdów czechosłowackich (Škoda 706RT, Škoda 8Tr). W latach 1953–1957 produkowano ją w Karosie, później (1962) w praskiej dzielnicy – Letňany.

## Zastosowanie
Karosę B40 wykorzystywano jako przyczepy do trolejbusów i autobusów. W Czechosłowacji ciągnęły je Skody, Tatry i inne. W Polsce ciągnęły je 8Tr i 9Tr oraz „ogórki”. W Polsce na zakończenie eksploatacji wpłynęła produkcja krajowych Jelczów PO-1.